# (8659) 1990 SE11
A (8659) 1990 SE11 a Naprendszer kisbolygóövében található aszteroida. Henry Holt fedezte fel 1990. szeptember 17-én.